# Clara Segura i Crespo
Clara Segura i Crespo (Sant Just Desvern, 6 de maig de 1974) és una actriu catalana de cinema, teatre i televisió. L'any 2016 rebé el premi Nacional de Cultura del Consell Nacional de la Cultura i de les Arts.

## Biografia
Llicenciada en Art Dramàtic a l'Institut del Teatre de Barcelona, va obtenir el títol de Solfeig i Cant Coral pel Conservatori Superior de Música del Liceu, de Barcelona, i va fer fins a 6è de piano. També ha cursat estudis de dansa i cant. L'any 2005 va ser guardonada amb el Premi Margarida Xirgu per l'obra Ets aquí?, de Javier Daulte, i el 2010 va rebre el Premi Gaudí a la Millor interpretació femenina secundària, per Les dues vides d'Andrés Rabadán.
En teatre, ha treballat principalment sota la direcció d'Oriol Broggi en obres com ara 28 i mig (2013), Incendis (2012 – 2013), Electra (2010), Antígona (2006), Refugi (2003) i Jordi Dandin (1999). Ha participat també a Intimitat (2007), La felicitat (2006), i Ets aquí? (2005), dirigides per Javier Daulte, i en altres muntatges com ara El somni d'una nit d'estiu (2002), dirigida per Àngel Llàcer, La filla del mar (2000), dirigida per Josep Maria Mestres, i El alcalde de Zalamea (2000), sota la direcció de Sergi Belbel. També ha participat en diverses pel·lícules: Una pistola a cada mà, de Cesc Gay; Els nens salvatges, de Patricia Ferreiro; Les dues vides d'Andrés Rabadán, de Ventura Durall i Mar adentro, d'Alejandro Amenábar. Un dels seus treballs més populars ha estat a la sèrie Porca misèria. També ha participat en produccions televisives com ara Descalç sobre la terra vermella, de Francesc Escribano, i Las manos del pianista, de Sergio G. Sánchez.

## Treballs

### Teatre (direcció)
- Cobertura (2020), de Bruno Oro i Alejo Levis, dirigida per Clara Segura[4]
- No et moguis (2006/2007), juntament amb Bruno Oro, diversos personatges
- Maca, per favor... les postres! (2003/2004), amb Bruno Oro, diversos personatges[4]

### Televisió
- Nit i dia (2016 i 2017) .... Sara Grau
- El Gran Gran Dictat (2013) .... Clara Segura
- Polònia (2013) .... Pacient psiquiàtric
- Descalç sobre la terra vermella (2013) .... Germana Irene
- 64 postures (2012) .... Lea
- La sagrada família (2011) .... Paula
- Meublé. La Casita Blanca (2011) .... Irene
- Aída (2010) .... Esperanza
- Lex (2008)
- Vinagre (2008).... Diversos personatges[4]
- Las manos del pianista (2007) .... Clara
- Porca misèria (2004-2007) .... Maria Collado
- Cámping (2006) .... Blanco
- Jet lag (2006) .... Clienta bar
- ...amb Manel Fuentes (2004) .... Mireia Saladrigas
- Plats Bruts (2000) .... Clienta bar
- Club Super3 (1991)

### Cinema
- El 47 (2024): Carmen
- Casa en flames (2024): Blanca
- L'enigma Verdaguer (2019): Emília
- 100 metres (2016) ... Doctora
- Tots volem el millor per a ella (2013) .... Glòria
- Una pistola a cada mà (2012) .... Elena
- Els nens salvatges (2012) .... Laura
- Mil cretins (2011) .... Berta
- Tres metros sobre el cielo (2010) .... La Forga
- Els ulls de la Júlia (2010) .... Mina
- Spanish Movie (2009) .... Abuela Raimunda
- Primer contacte (2009) .... Alienígena 2
- Love (2009) .... Lorena
- Les dues vides d'Andrés Rabadán (2008) .... Sarah
- Cenizas del cielo (2007) .... Cristina
- Sense tu (2006) .... Rosa
- Mar adentro (2004) .... Gené
- Excuses! (2003) .... Begoña
- Opción C (2002) .... Maura
- Mundos (1997)

## Premis i nominacions

### Premis Gaudí
| Any  | Categoria                | Pel·lícula                      | Director              | Resultat  |
| ---- | ------------------------ | ------------------------------- | --------------------- | --------- |
| 2010 | Millor actriu secundària | Les dues vides d'Andrés Rabadán | Ventura Durall        | Guanyador |
| 2013 | Millor actriu secundària | Els nens salvatges              | Patricia Ferreira     | Nominat   |
| 2014 | Millor actriu secundària | Tots volem el millor per a ella | Mar Coll              | Guanyador |
| 2016 | Millor actriu secundària | Barcelona, nit d'hivern         | Dani de la Orden      | Nominat   |
| 2017 | Millor actriu secundària | 100 metres                      | Marcel Barrena        | Nominat   |
| 2019 | Millor actriu secundària | Durant la tempesta              | Oriol Paulo           | Nominat   |
| 2024 | Millor actriu secundària | Creatura                        | Elena Martín i Gimeno | Guanyador |
| 2025 | Millor actriu secundària | El 47                           | Marcel Barrena        | Guanyador |

### Altres premis

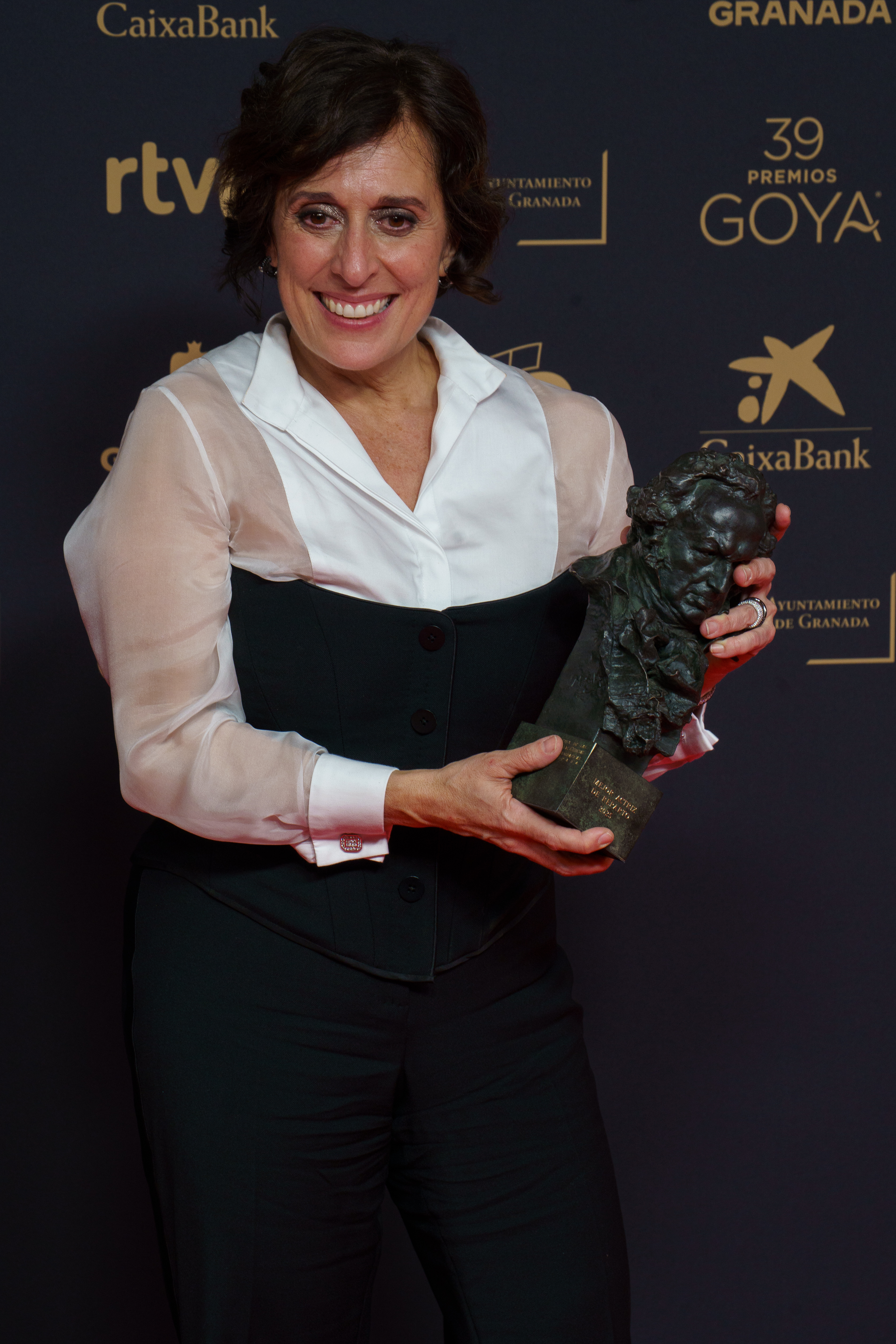
Segura amb el Premi Goya a Millor Actriu Secundària per El 47

- 2025. Premi Goya a la millor actriu de repartiment per El 47, dirigida per Marcel Barrena.
- 2018. Premi Butaca a la millor actriu per Les noies de Mossbank Road, d'Amelia Bullmore, dirigida per Sílvia Munt.[2]
- 2016. Premi Nacional de Cultura del Consell Nacional de la Cultura i de les Arts.[2]
- 2016. Premi Butaca a la millor actriu per Conillet.[7]
- 2014. Premi Butaca a la millor actriu protagonista de teatre per La rosa tatuada.[2]
- 2013. Premi Butaca a la millor actriu protagonista de teatre per Incendis.[7]
- 2013. Premi Ciutat de Barcelona de Teatre.[8]
- 2005. Premi Memorial Margarida Xirgu per Ets aquí?.[2]
- 2003. Premi Butaca a la millor actriu de repartiment per El somni d'una nit d'estiu.[7]